# ブロカール点

三角形のブロカール点

ブロカール点（ブロカールてん、Brocard point）は、幾何学用語のひとつ。第一と第二の2つがあり、それぞれ任意の三角形においてひとつずつ存在する。
1875年に論文を発表したフランスの軍人アンリ・ブロカール (Henri Brocard、1845 - 1922) から命名された。
第一ブロカール点(1st Brocard point)
△ABCの内部の点Ωにおいて、∠ΩAB=∠ΩBC=∠ΩCA=ωを満たす点のこと。
第二ブロカール点(2nd Brocard point)
△ABCの内部の点Ω'において、∠Ω'AC=∠Ω'CB=∠Ω'BA=ωを満たす点のこと。
それぞれの三線座標は以下のように与えられる。
{\displaystyle {\frac {c}{b}}:{\frac {a}{c}}:{\frac {b}{a}},\ {\frac {b}{c}}:{\frac {c}{a}}:{\frac {a}{b}}}

## ブロカール角
定義中に登場した角度ωをブロカール角と呼ぶ。三角形の3つの角の大きさをαβγ、3辺の長さを abc、面積を S とすると以下の式が成り立つ。
- {\displaystyle \cot \omega =\cot \alpha +\cot \beta +\cot \gamma }
- {\displaystyle \tan \omega ={\frac {4S}{a^{2}+b^{2}+c^{2}}}}
- {\displaystyle \sin \omega ={\frac {2S}{\sqrt {b^{2}c^{2}+a^{2}c^{2}+a^{2}b^{2}}}}}
- {\displaystyle \omega \leq 30^{\circ }}

## その他の性質
- 2つのブロカール点と外心との距離は等しい。
- 2つのブロカール点は外心とルモワーヌ点を直径の両端とする円の上にある。この円をブロカール円という。

## 関連する点
2つのブロカール点の中点をブロカール中点という。この点は外心と類似重心を結ぶ直線（ブロカール軸）上にある。ブロカール中点X(39)の三線座標は以下のように与えられる。
{\displaystyle a(b^{2}+c^{2}):b(c^{2}+a^{2}):c(a^{2}+b^{2})}
ΩB と Ω'C の交点を A'、ΩC と Ω'A の交点を B'、ΩA と Ω'B の交点を C' としたとき、AA',BB',CC' は1点で交わる。この点を第三ブロカール点という。この点は類似重心の等長共役点であり、キーペルト双曲線上にある。第三ブロカール点X(76)の三線座標は以下のように与えられる。
{\displaystyle {\frac {1}{a^{3}}}:{\frac {1}{b^{3}}}:{\frac {1}{c^{3}}}}

## 四角形におけるブロカール点
ロバート・タッカーが1886年の Educational Times 誌において、F. G. W. Brown が1917年の The Mathematical Gazette において、四角形のブロカール点について記述している。
四角形が ABCD が円に内接し、AB×CD=BC×DA のとき（調和四角形であるとき）、∠PAB=∠PBC=∠PCD=∠PDA=ω となる点Pが存在する。同様に∠QAD=∠QBA=∠QCB=∠QDC=ω となる点Qが存在する。